# Den romantiske klockaren på Rånö
Den romantiske klockaren på Rånö är en novell av August Strindberg som publicerades i novellsamlingen Skärkarlsliv 1888.

## Handling
Novellen handlar om Alrik Lundstedt som en sommardag 1859 far från Trosa till Stockholm för att utbilda sig till organist vid Musikaliska akademien. Han är blyg och försagd men har en livlig fantasi där han blir djärv och självsäker.
Alrik blir elev till en musikprofessor som är organist i Jakobs kyrka, vars orgel ägnas en storslagen beskrivning i novellen. Han drömmer om en ung flicka som han får syn på bland åhörarna i kyrkan. Han vågar inte närma sig henne men i hans fantasi blir hon hans förlovade. Alrik blir så småningom klockare och skollärare på Rånö i Stockholms skärgård och fortsätter att fantasifullt förgylla den trista verkligheten.
Mot slutet av novellen kommer en upplysning som ger en förklaring till Alriks drömmartillvaro. Den har sin grund i en barndomsupplevelse där hans mor blivit ihjälslagen under dunkla omständigheter. Alrik var inte själv delaktig i dådet men skuldkänslorna har gjort att han begravt upplevelsen under sina fantasier och därmed förträngt händelsen. Han berättar det för prästen som lugnar honom med hänvisning till att Kristus förlåter allt. 
Därefter gifter sig Alrik med fyrmästarens musikaliska dotter och ägnar sig sedan bara åt oskyldiga fantasier kring hustrun och hemmet. Dock påstås det bland skärgårdsbefolkningen att klockaren kanske bara har ljugit ihop hela sin historia, "Men det kunde vara lögn det också, ty det var ena rackare att ljuga där på kanten!".

## Tillkomst och teman
Novellen skrevs 1888 som en av flera skärgårdsberättelser i en novellsamling som skulle bli en uppföljare till Hemsöborna. Det fanns verkliga förebilder till personerna i berättelsen. Klockaren F.A. Wallin i Årdala anges som en förebild till huvudpersonen och musikprofessorn har stora likheter med Gustaf Mankell, organist i Jakobs kyrka och professor vid Musikaliska akademien.
När Strindberg sände novellen till förlaget fann Karl Otto Bonnier att slutet föreföll konstruerat och att det inte stämde med Alriks karaktär i övrigt. Strindberg svarade att det inte spelade någon roll vad det var för brott, huvudsaken var "att ett lik låg i lasten likgiltigt vilket". Han ville inte ändra något utan skrev "Jag tror att författaren under febern ledes rätt, om han ock efteråt på nykter kaluf tycker att ett kunnat vara ett annat. Därför törs jag nästan aldrig ändra, och när jag ändrat har jag fördärvat. Summa summarum vad jag haver skrivit det haver jag skrivit!".
Strindberg anknyter i novellen till sina egna problem som diktare och människa. Den behandlar ämnen som skuld och befrielse och sammanblandningen av fantasi och verklighet öppnade för en ny fantasi- och dröminspirerad diktning.